# Associação Profissional de Técnicos Cinematográficos
Associação Profissional de Técnicos Cinematográficos do Rio Grande do Sul, conhecida pelas siglas APTC, APTC/RS e APTC-ABD/RS é uma associação de cineastas do estado do Rio Grande do Sul, com sede em Porto Alegre. Criada em 1985, tornou-se a principal representante dos profissionais de cinema do estado, tanto nas definições de políticas públicas municipais, estaduais e federais quanto no estabelecimento de parcerias com a iniciativa privada .

## Histórico
Fundada no dia 8 de maio de 1985, em Assembleia Geral realizada no auditório do Museu de Comunicação Social Hipólito José da Costa, a APTC tem, entre seus sócios fundadores, cineastas como Jorge Furtado, José Pedro Goulart, Carlos Gerbase, Rudi Lagemann, Werner Schünemann e Ana Luiza Azevedo .
Foi a partir de negociações entre a APTC e os governos estadual e municipal que surgiram o Iecine (Instituto Estadual de Cinema, órgão da Secretaria de Estado da Cultura) e a CCVF (Coordenação de Cinema, Vídeo e Fotografia, órgão da Secretaria Municipal de Cultura de Porto Alegre). A APTC participou ativamente da criação do Fumproarte e da Lei de Incentivo à Cultura, principais mecanismos de fomento às atividades culturais no estado.
Em 1998, buscando ampliar as possibilidades de parceria do cinema gaúcho, a então diretoria da APTC reuniu-se a órgãos públicos e privados na criação da Fundacine (Fundação Cinema RS) , instituição que passou a coordenar os esforços de consolidação da indústria audiovisual no estado.
Em 2010, a APTC completou 25 anos e, para comemorar, a diretoria presidida por Jaime Lerner encomendou a produção de um documentário e um livro sobre a sua história. O documentário, "25 anos APTC, menos corta e mais ação", dirigido por Emiliano Cunha e Abel Roland, foi lançado em agosto de 2011 no Festival de Gramado . O livro, "APTC 25 anos: eles só queriam fazer seu próximo filme", organizado por Carlos Scomazzon, foi lançado no Santander Cultural em novembro de 2011 .

## Diretoria atual
A atual diretoria da APTC, eleita em 8 de julho de 2019, é formada pelos cineastas Daniela Strack (presidenta), Richard Tavares (1º vice), Giordano Gio (2º vice), Rodrigo Scheid (1º secretário), Henrique Lahude (2º secretário), Joana Bernardes (3ª secretária), Matheus Piccoli (1º tesoureiro) e Fábio Duarte (2º tesoureiro), além dos suplentes Jonatas Rubert, Teresa Assis Brasil, Henrique Schaefer e Milton do Prado, e do Conselho Fiscal, formado por Pedro Guindani, Lucas Cassales e Valéria Verba. .

## Presidentes
- 1985-1987: Henrique de Lima
- 1987-1989: José Pedro Goulart
- 1989-1991: Giba Assis Brasil
- 1991-1993: Carlos Gerbase
- 1993-1995: Jaime Lerner
- 1995-1997: Ana Luiza Azevedo
- 1997-1999: Werner Schünemann
- 1999-2001: Rogério Ferrari
- 2001-2003: Milton do Prado
- 2003-2004: Rogério Ferrari
- 2004-2005: Mário Nascimento
- 2005-2007: Marta Machado
- 2007-2009: Guilherme Castro
- 2009-2011: Jaime Lerner
- 2011 (mai-out): Cláudia Dreyer
- 2011-2013: Alfredo Barros
- 2013-2015: Giba Assis Brasil
- 2015-2017: Davi de Oliveira Pinheiro
- 2017-2019: Pedro Guindani
- 2019-2021: Daniela Strack
- 2021: Richard Tavares
- 2021: Giordano Gil
- 2021-2023: Nica Fochesato
- 2023-2024: Ana Moura
- 2024: João Fernando Chagas (mandato até 2025)